# Fronhof (Grafenwöhr)

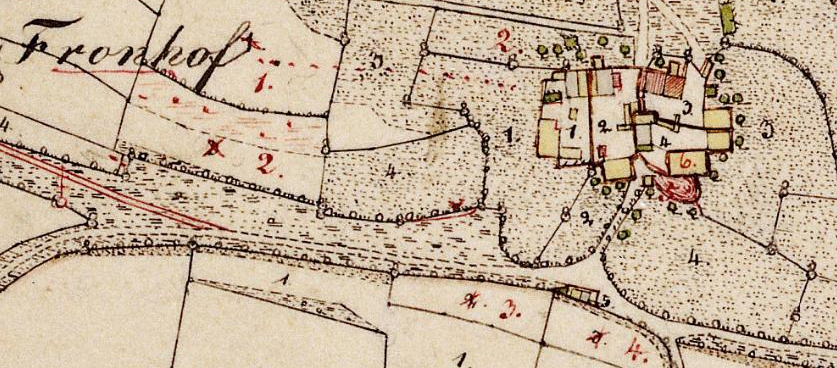
Fronhof auf dem Urkataster von Bayern

Fronhof, aktuell mit Frohnhof bezeichnet, ist ein abgegangenes Dorf, das sich als Wüstung im Truppenübungsplatz Grafenwöhr  von Bayern befindet. Fronhof lag ca. 1400 m südöstlich von Hopfenohe und etwa 1000 m nordöstlich von Nunkas. Die Reste von Fronhof werden als Bodendenkmal der Gemeinde Grafenwöhr unter der Aktennummer D-3-6336-0019 als „untertägige mittelalterliche und frühneuzeitliche Befunde in der Wüstung ‚Frohnhof‘“ erwähnt.

## Geschichte
Fronhof war ein der Pfarrei Hopfenohe zugehöriger Weiler. Er ist vermutlich nach dem Tod des  Friedrich III. von Pettendorf 1119 als Bamberger Lehen als Stiftsgut an das Kloster Micheldorf gekommen.

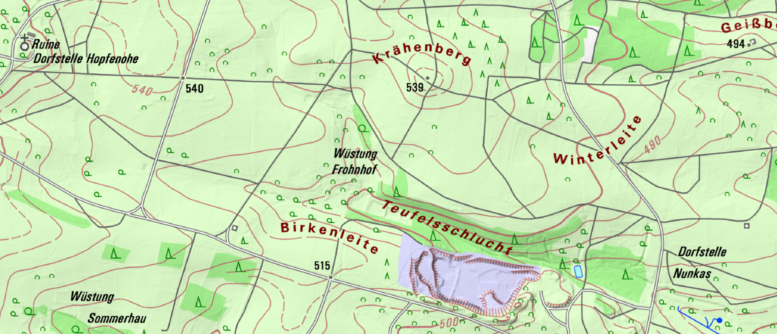
Wüstung Frohnhof zwischen Hopfenohe und Nunkas

Der Fronhof stand unter unmittelbarer Verwaltung des Klosters und wurde nicht als Lehen ausgegeben, sondern von einem Klosterknecht verwaltet und von Lehensleuten im Frondienst bestellt. 1468 wurde der Ort bei einem Prozess wegen eines Wegerechts durch die Feldfluren von Kaundorf Fronhove genannt. 1430 wurde Fronhof zum ersten Mal geteilt, dabei wurde der bestehende Hof durch eine einfache Bretterwand in zwei Häuser zerlegt, behielt aber ein gemeinsames Hausdach mit einem durchlaufenden Balken. 1462 bestanden hier bereits vier Höfe, die durch Teilung der beiden bestehenden zustande kamen. Kloster Michelfeld hatte in Fronhof weiterhin einen Zehentstadel, den der Staat nach der Säkularisation 1842 an Stephan Strauß aus Hopfenohe verkaufte. 
Die vier Fronhofer Bauernhöfe und das bestehende Hirtenhaus wurden 1937/38 vom Staat abgelöst und die Bewohner verstreuten sich in verschiedene Orte (z. B. nach Amberg, Bubach am Forst, Mitterrimbach oder Auerbach in der Oberpfalz) von Bayern.